# Reichshoffen
Reichshoffen (Duits:Reichshofen) is een stadje en gemeente in het Franse departement Bas-Rhin in de regio Grand Est. De gemeente telde 5.407 inwoners op 1 januari 2022.

## Geschiedenis
De gemeente maakte voor 2015 deel uit van het arrondissement Haguenau en kanton Niederbronn-les-Bains. Op 1 januari 2015 fuseerde het arrondissement met het arrondissement Wissembourg tot het arrondissement Haguenau-Wissembourg. Toen op 22 maart 2015 het kanton werd opgeheven werden de gemeenten ervan opgenomen in een op die dag gevormd kanton, waarvan Reichshoffen de hoofdplaats werd en dat naar Reichshoffen vernoemd werd.

## Geografie
De oppervlakte van Reichshoffen bedraagt 17,64 vierkante kilometer; Op 1 januari 2022 was de bevolkingsdichtheid 306,5 inwoners per km².

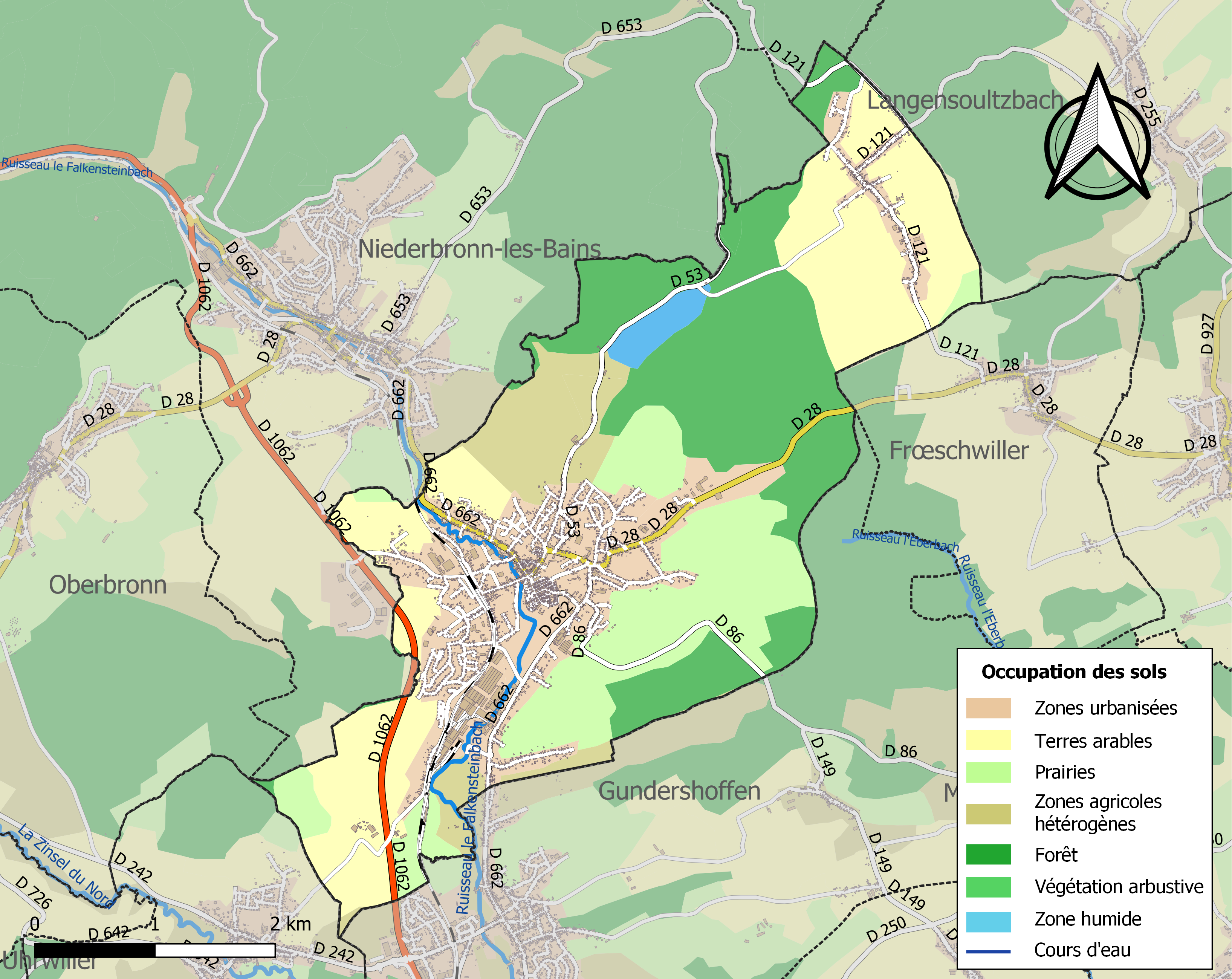
Kaart van de gemeente met de belangrijkste infrastructuur, bodemgebruik en omliggende gemeenten

## Demografie
Onderstaande figuur toont het verloop van het inwonertal.

## Verkeer en vervoer
In de gemeente staat het spoorwegstation Reichshoffen.

## Afbeeldingen

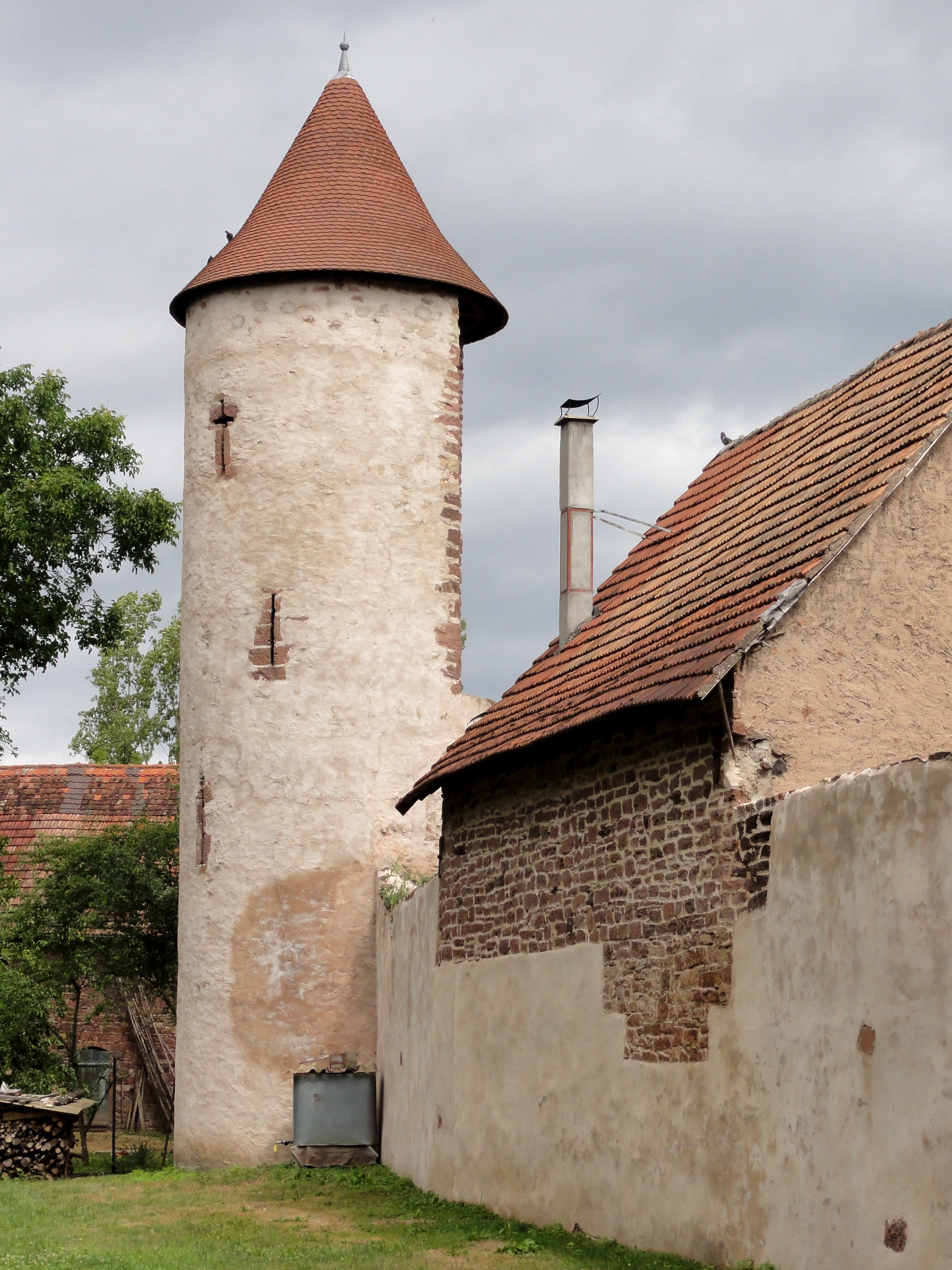
Restant van de stadsmuur van Reichshoffen/ Reichshofen
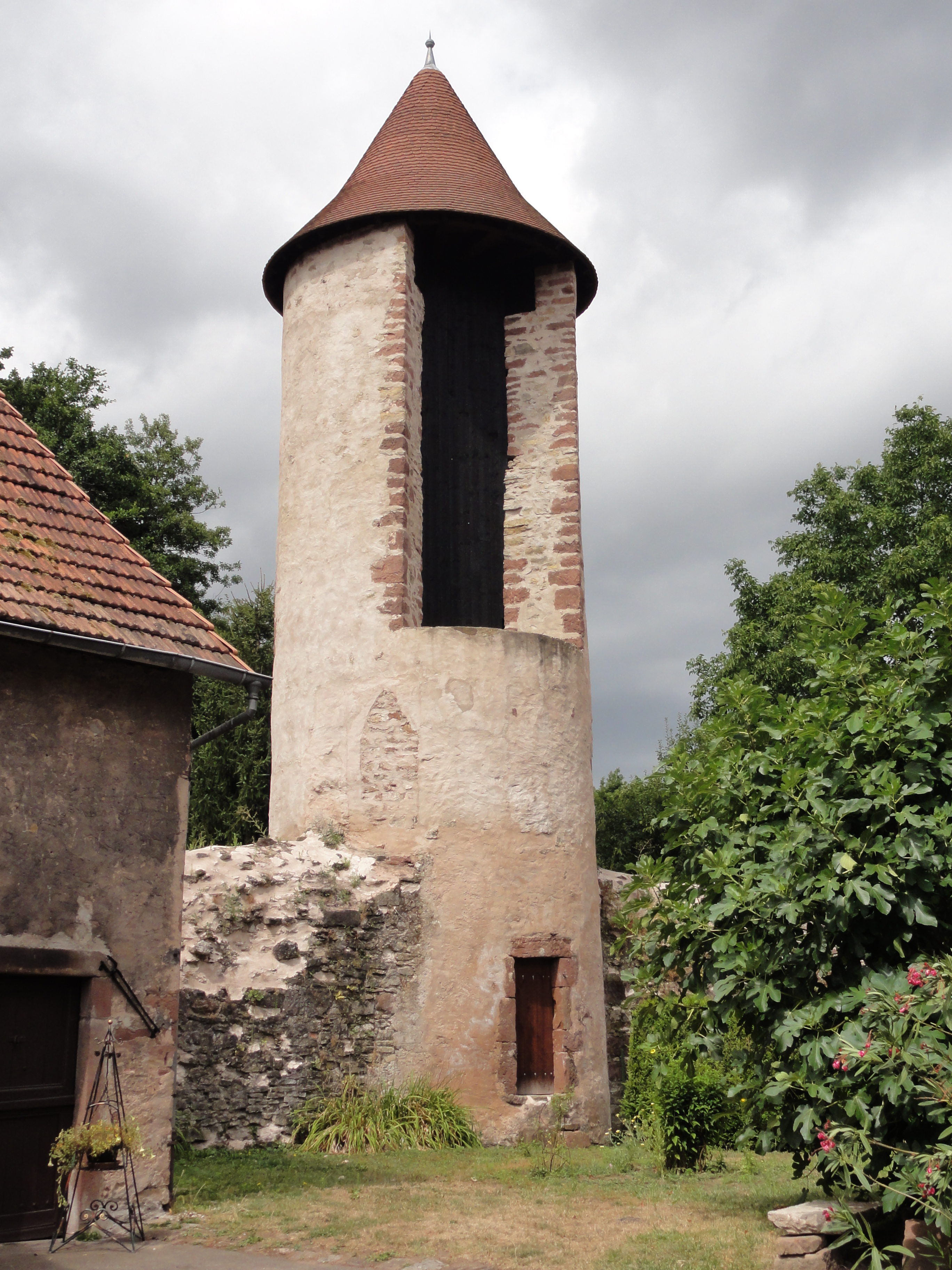
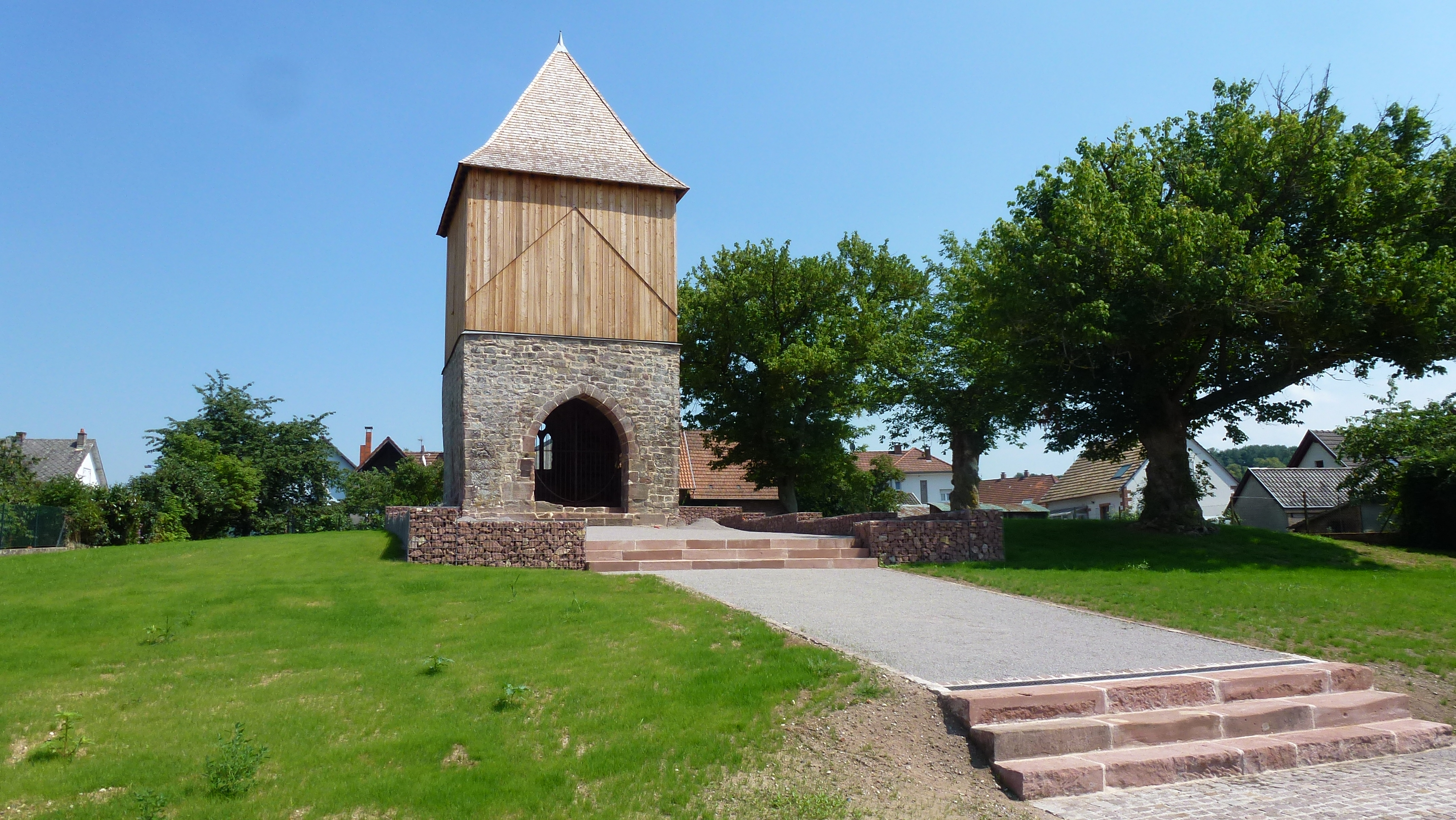
Oude kerk van Reichshoffen / Reichhofen
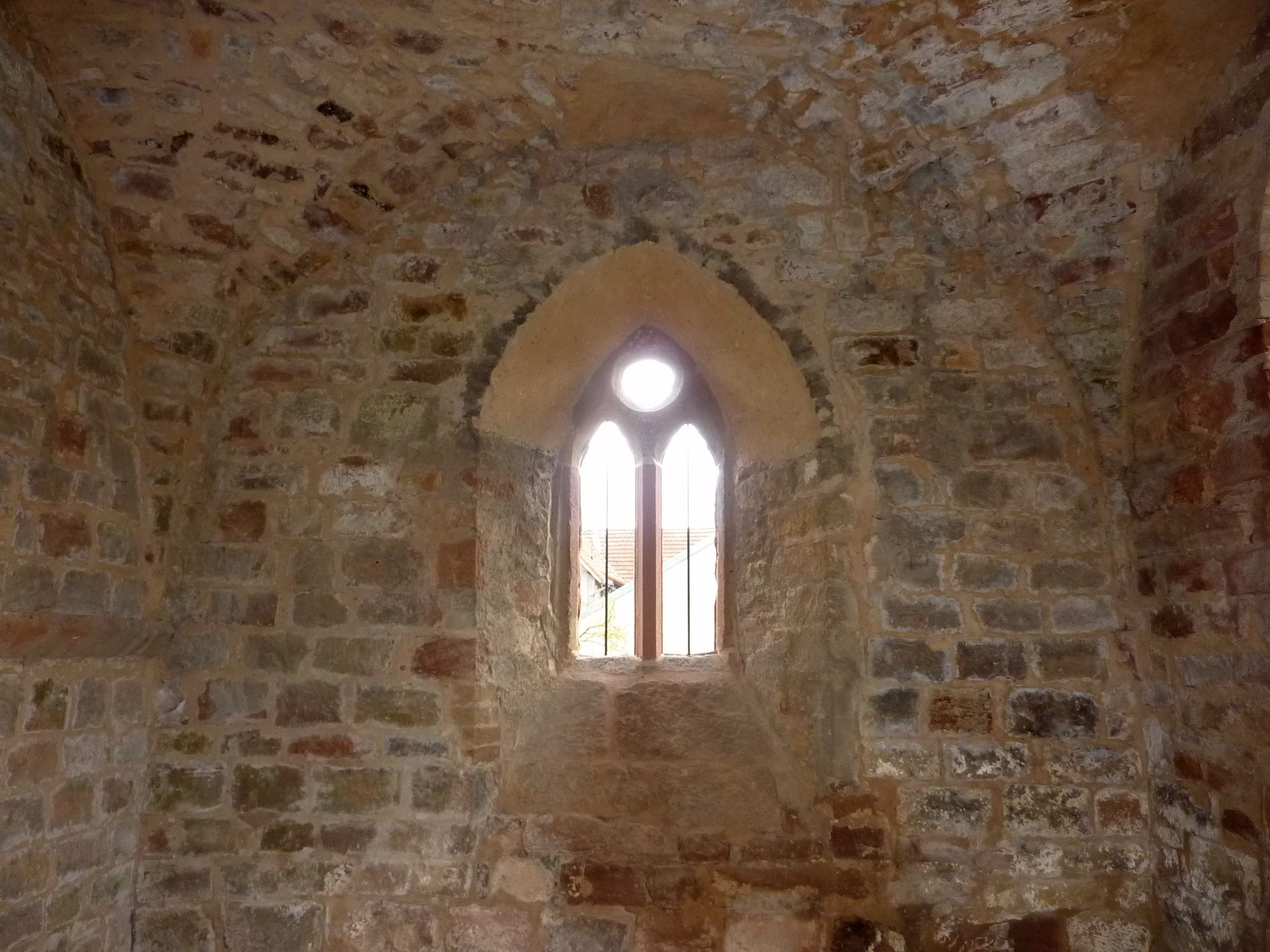
Interieur van de oude kerk
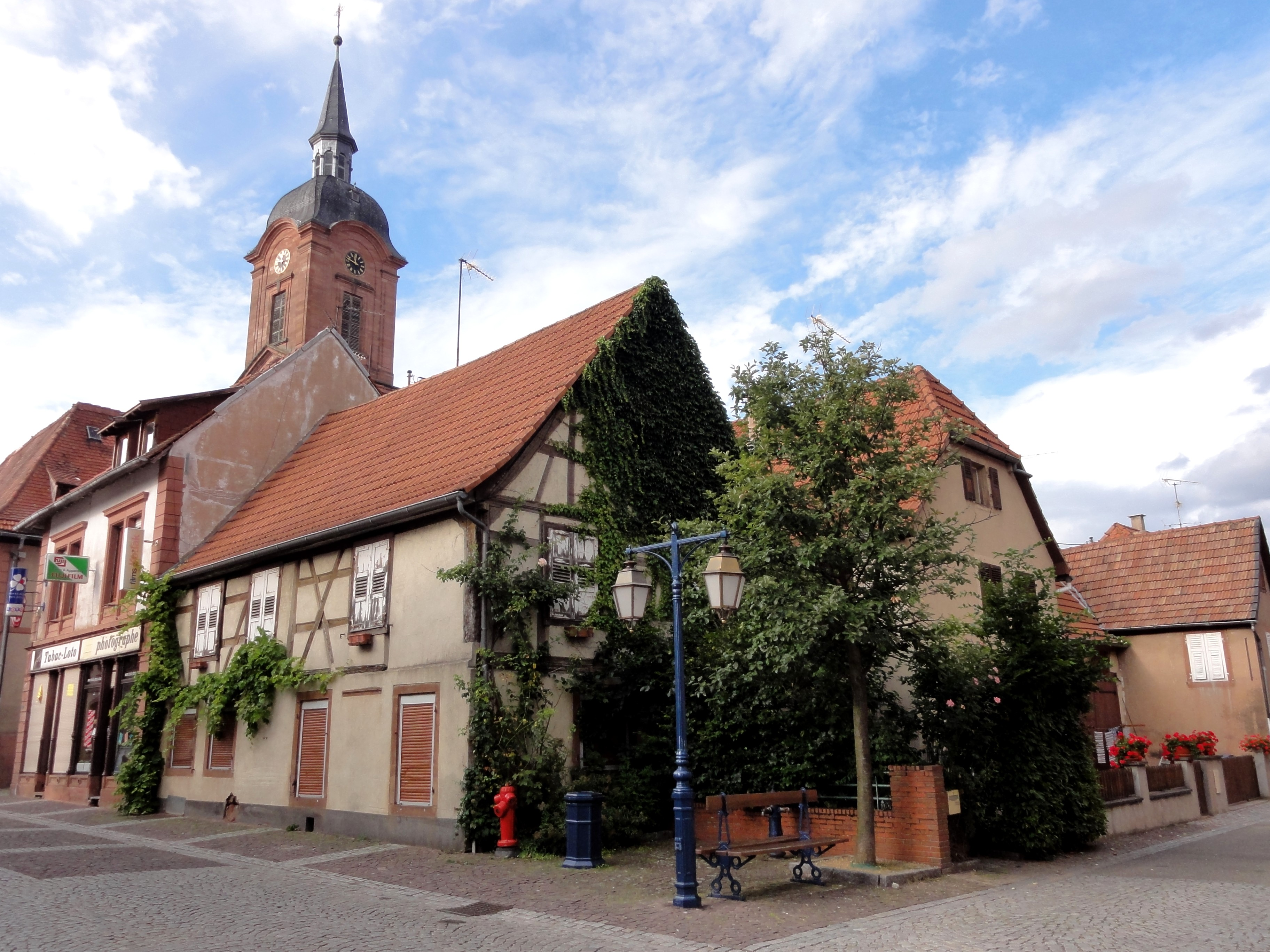
Sint-Michaelskerk in Reichshoffen / Reichshofen
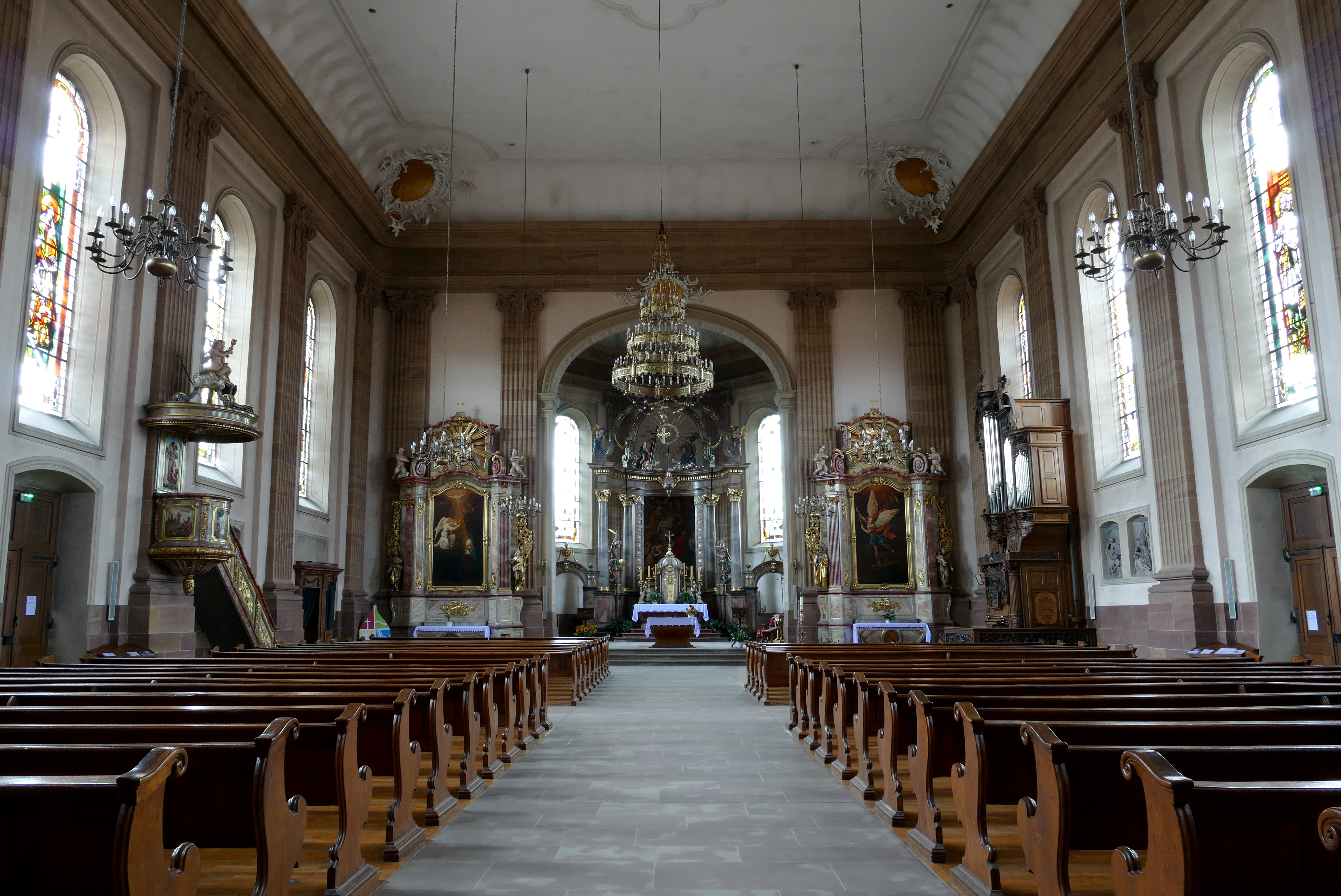
Interieur van de Sint-Michaelskerk
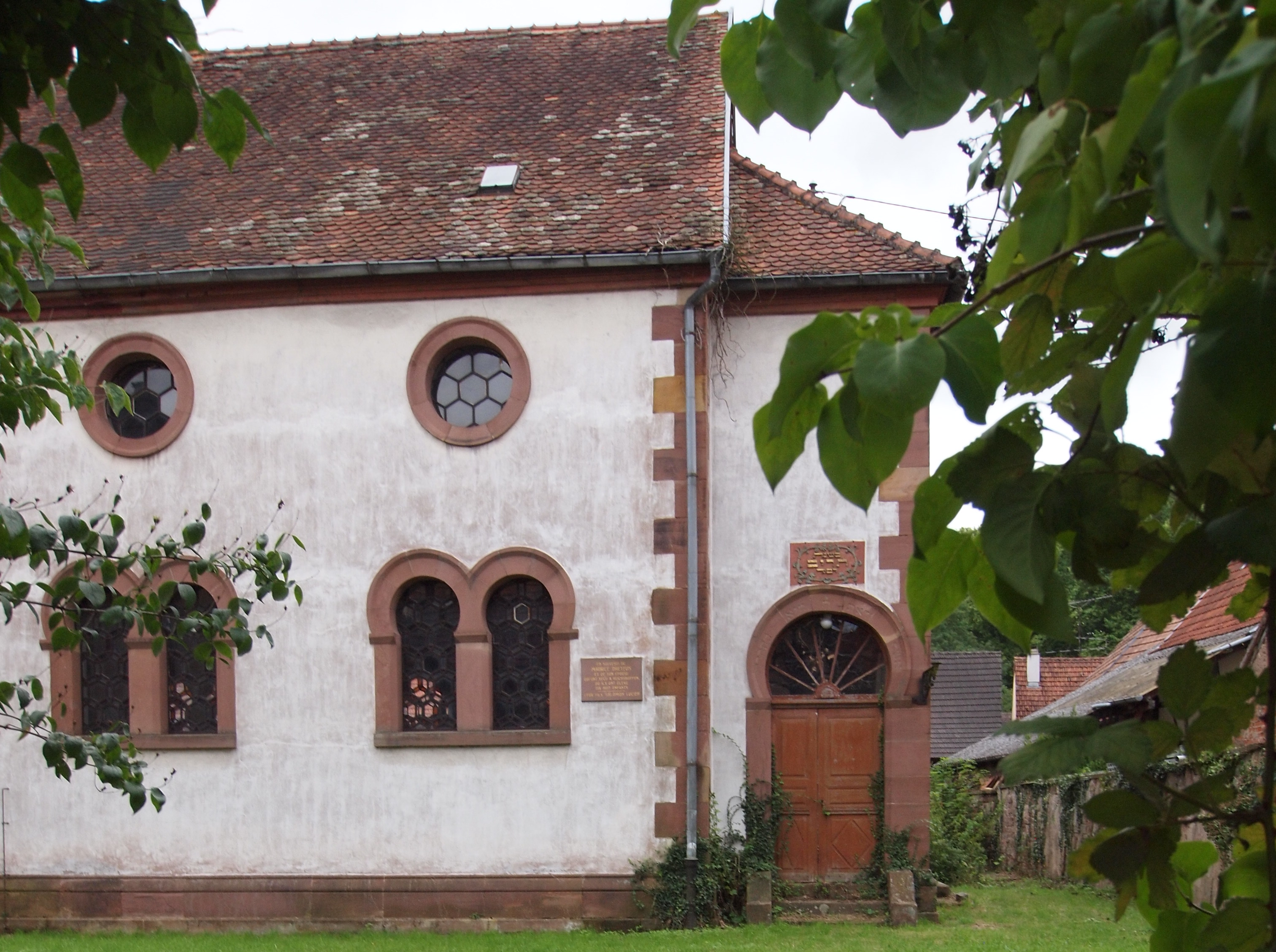
De historische synagoge van Reichshoffen / Reichshofen
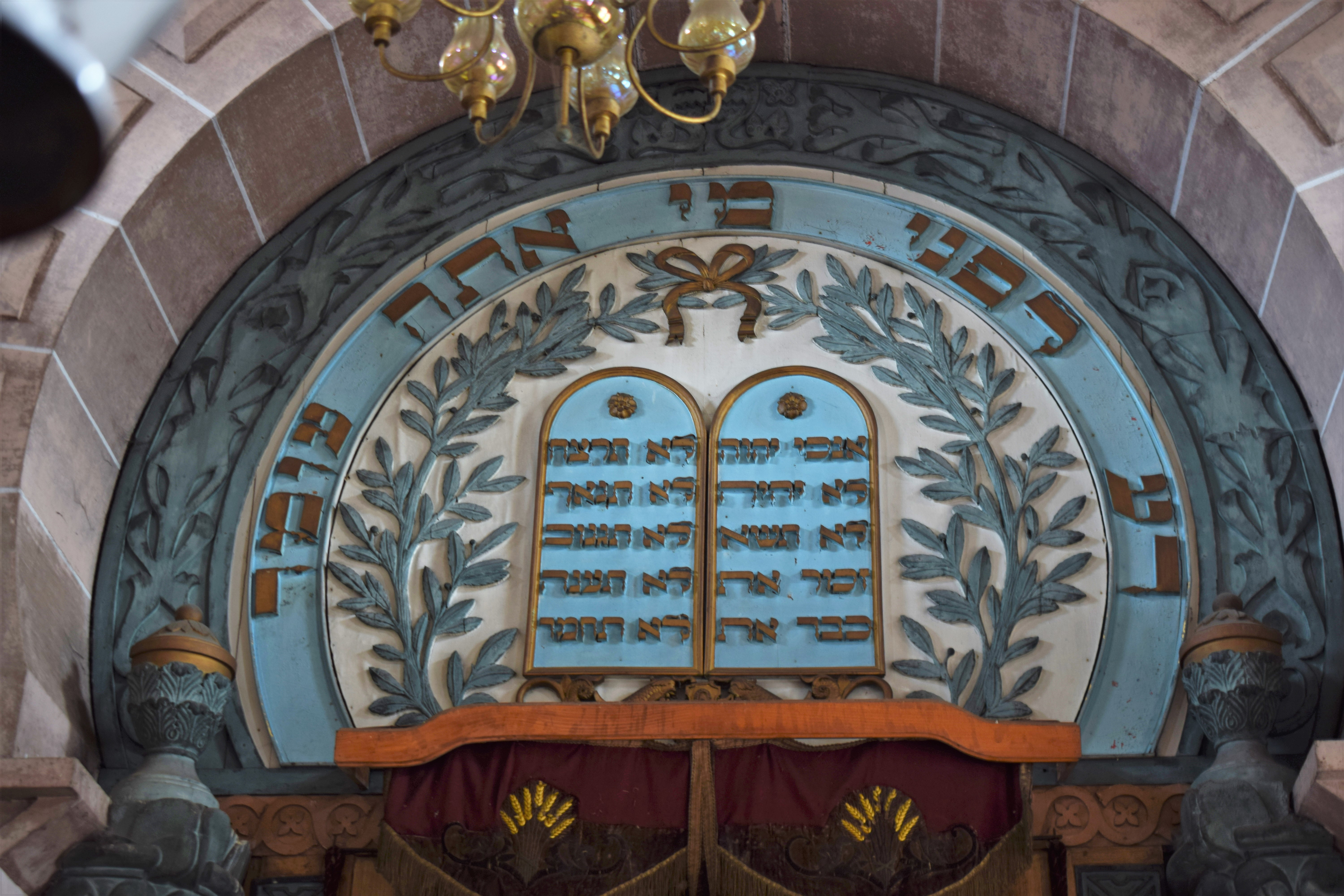
Detail van de bima met een tiengebodenbord in de historische synagoge
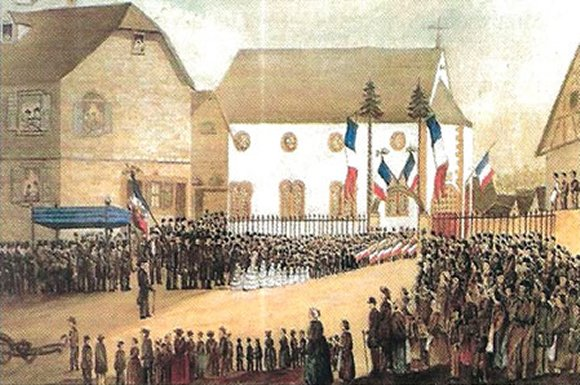
Schilderij uit 1857 waarop de synagoge van Reichshoffen werd ingewijd
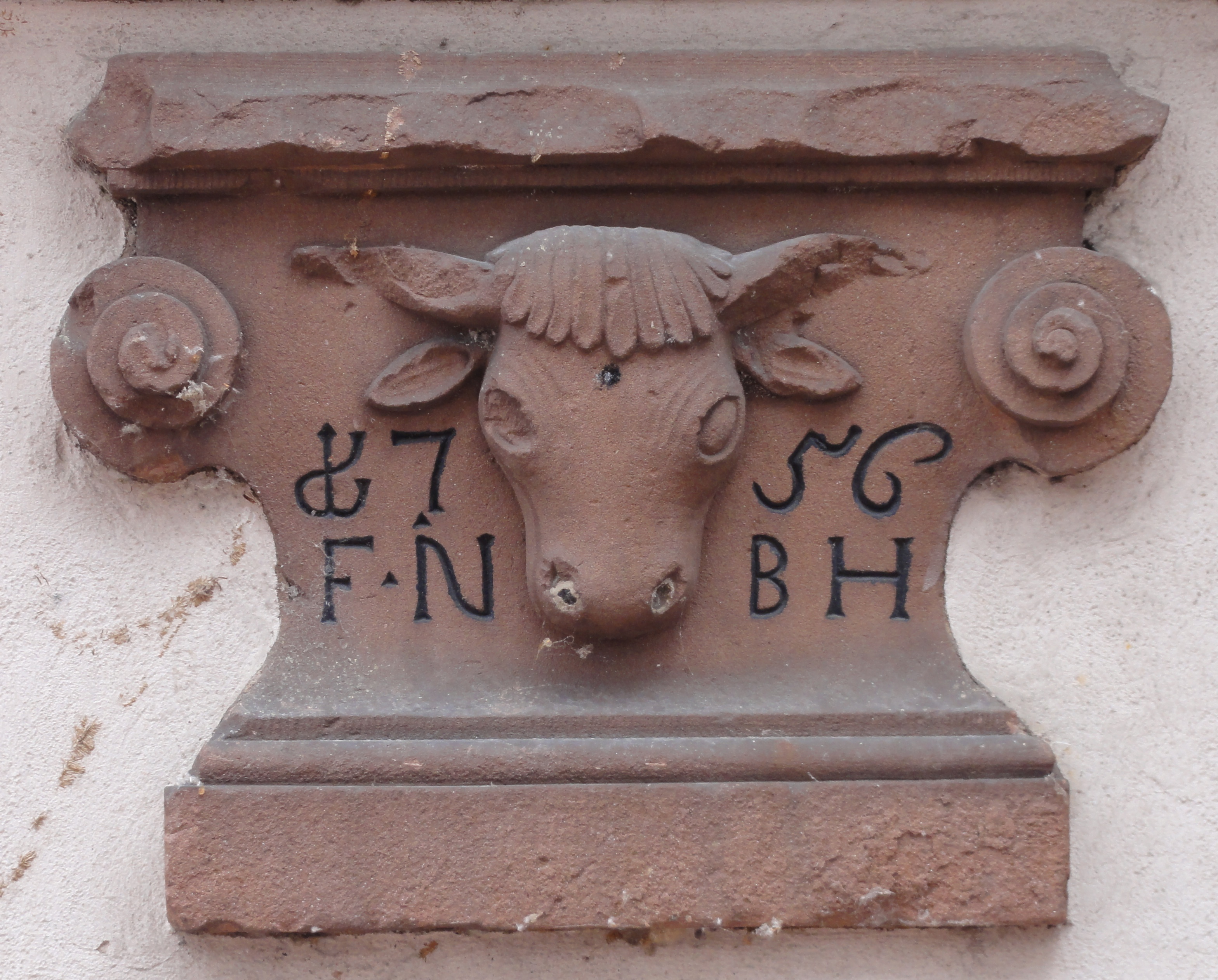
Gevelsteen uit 1756 in Reichshoffen / Reichshofen
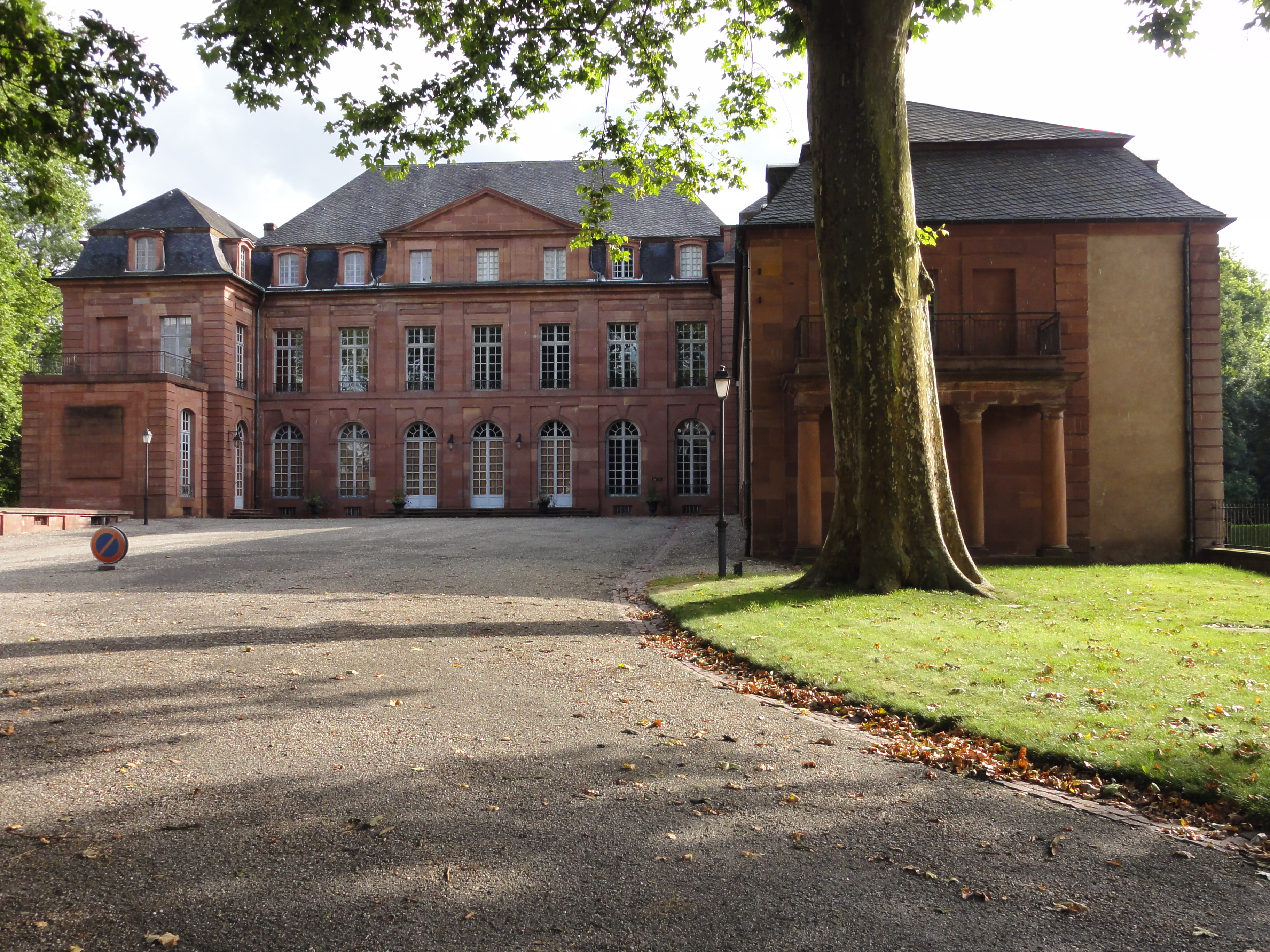
Kasteel van Reichshoffen / Reichshofen
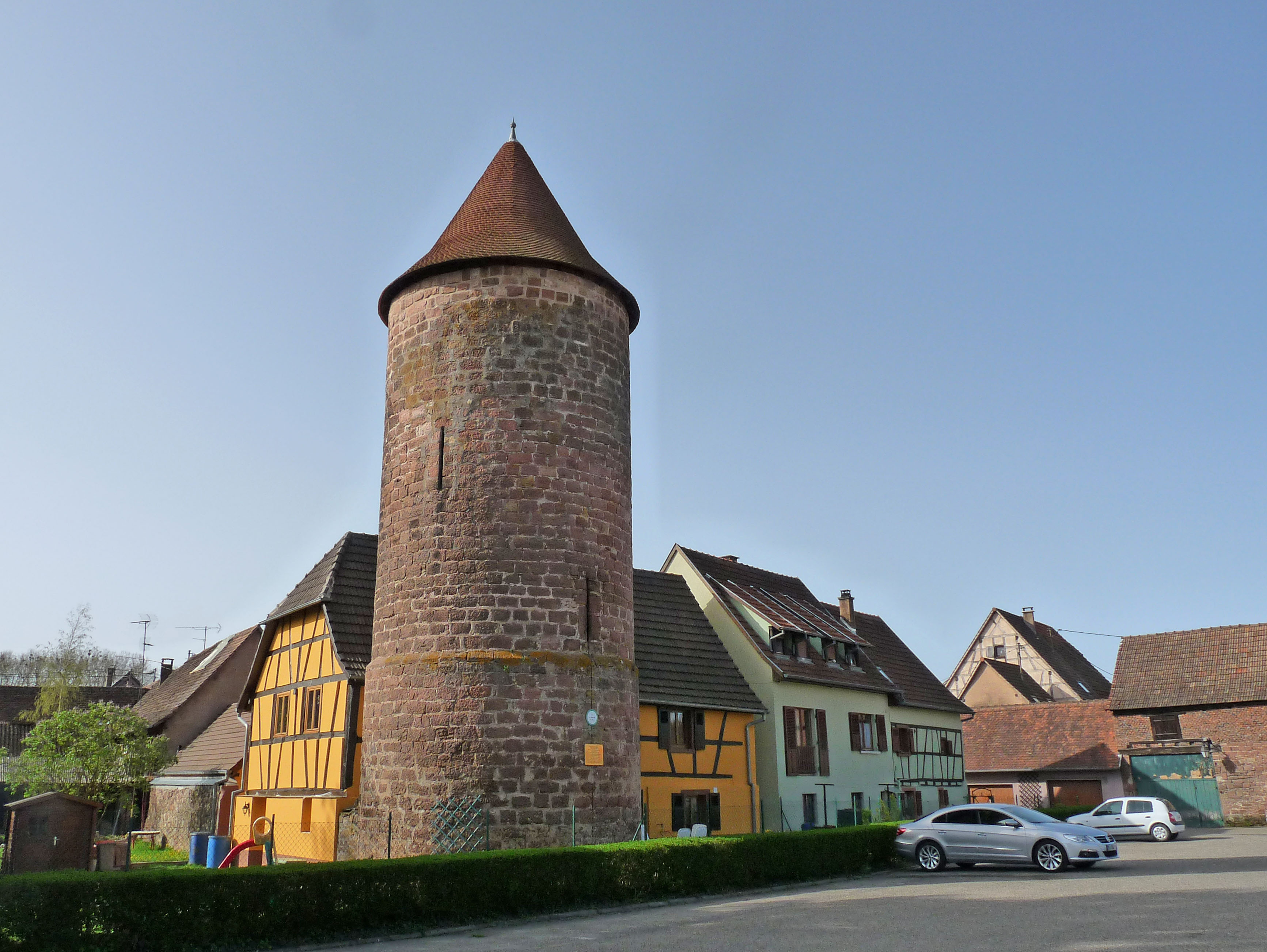
historische muurtoren
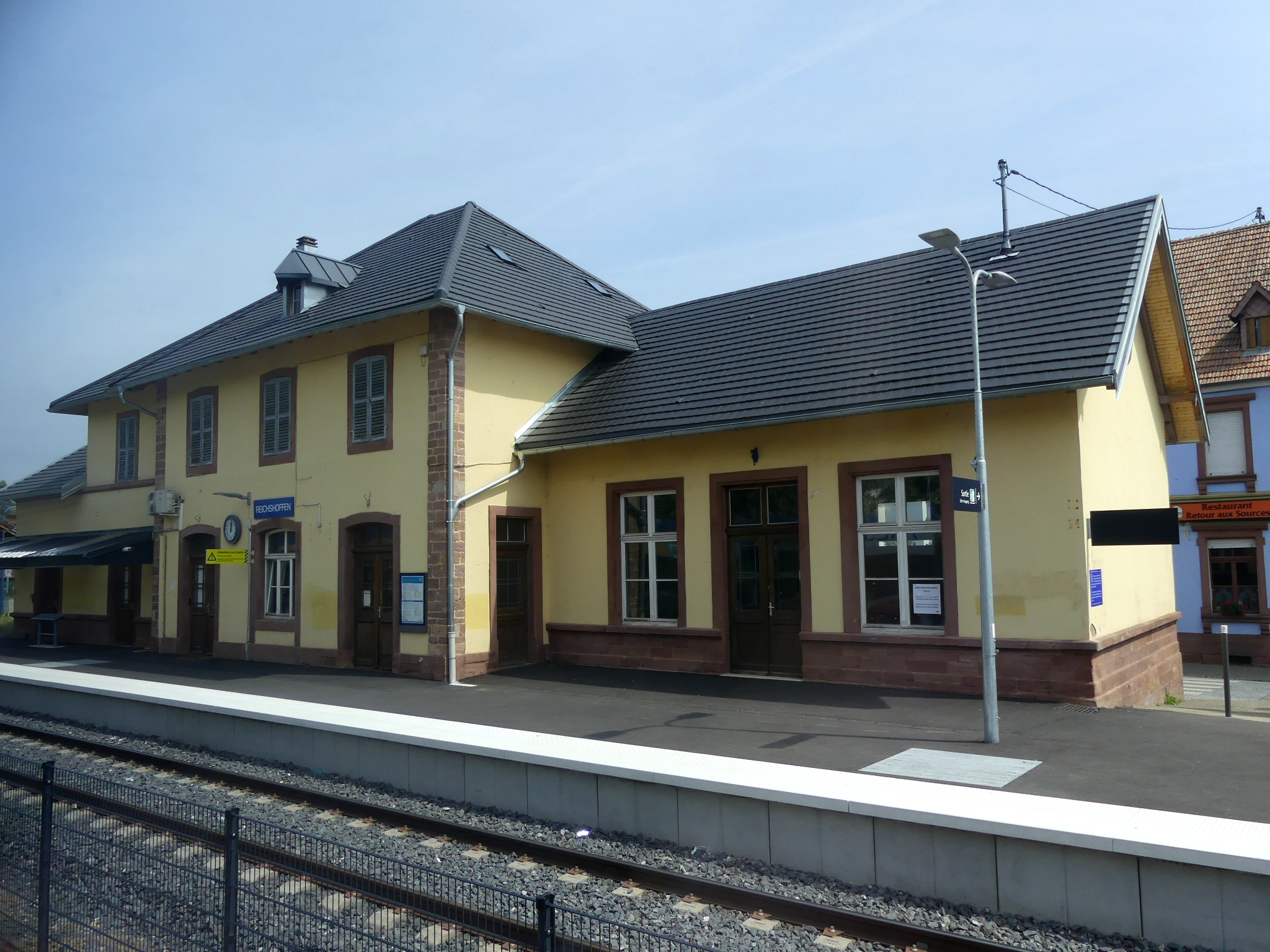
Station van Reichshoffen / Reichshofen
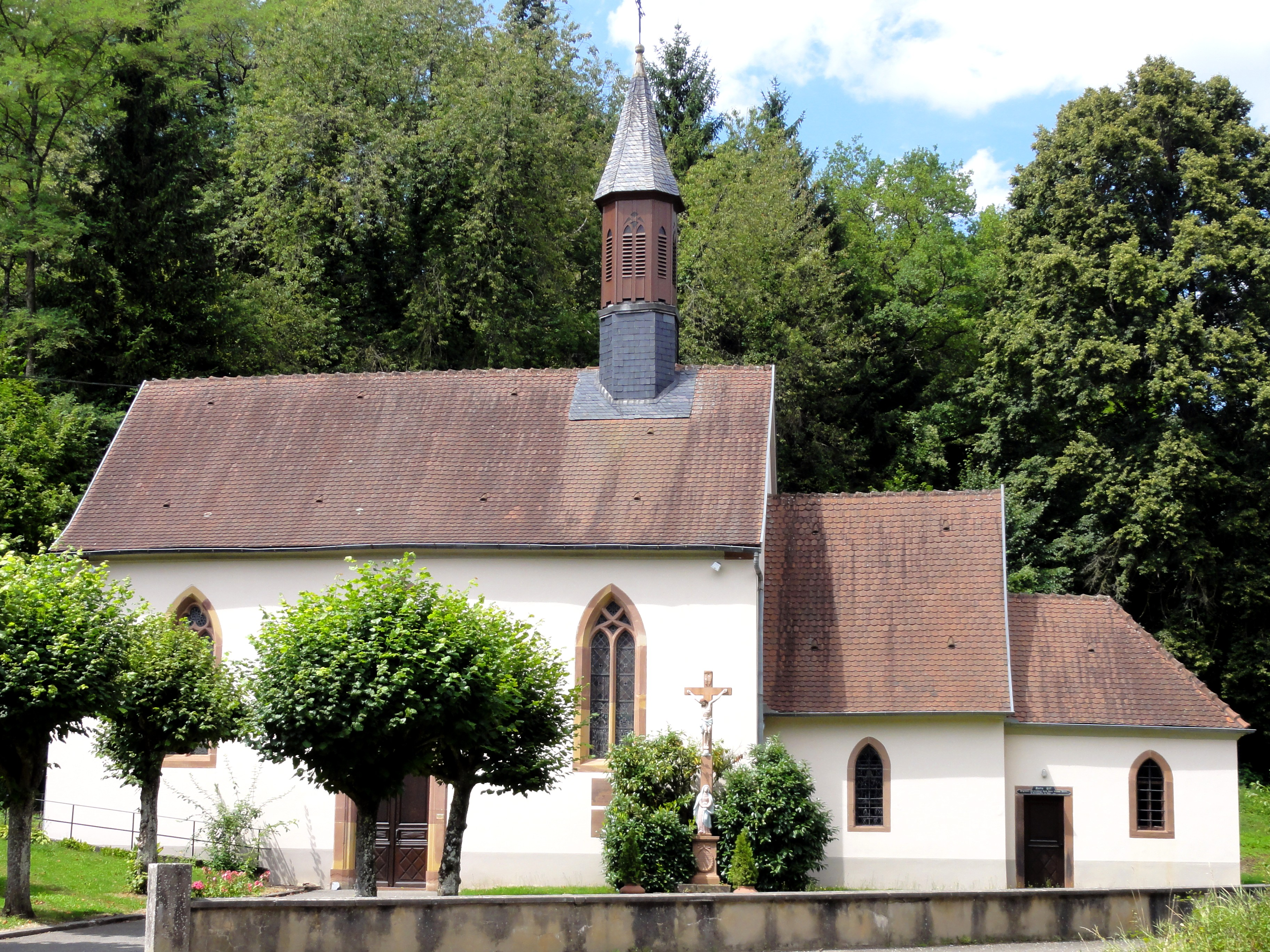
Kapel van Wohlfahrtshoffen/ Wohlfarhtshofen
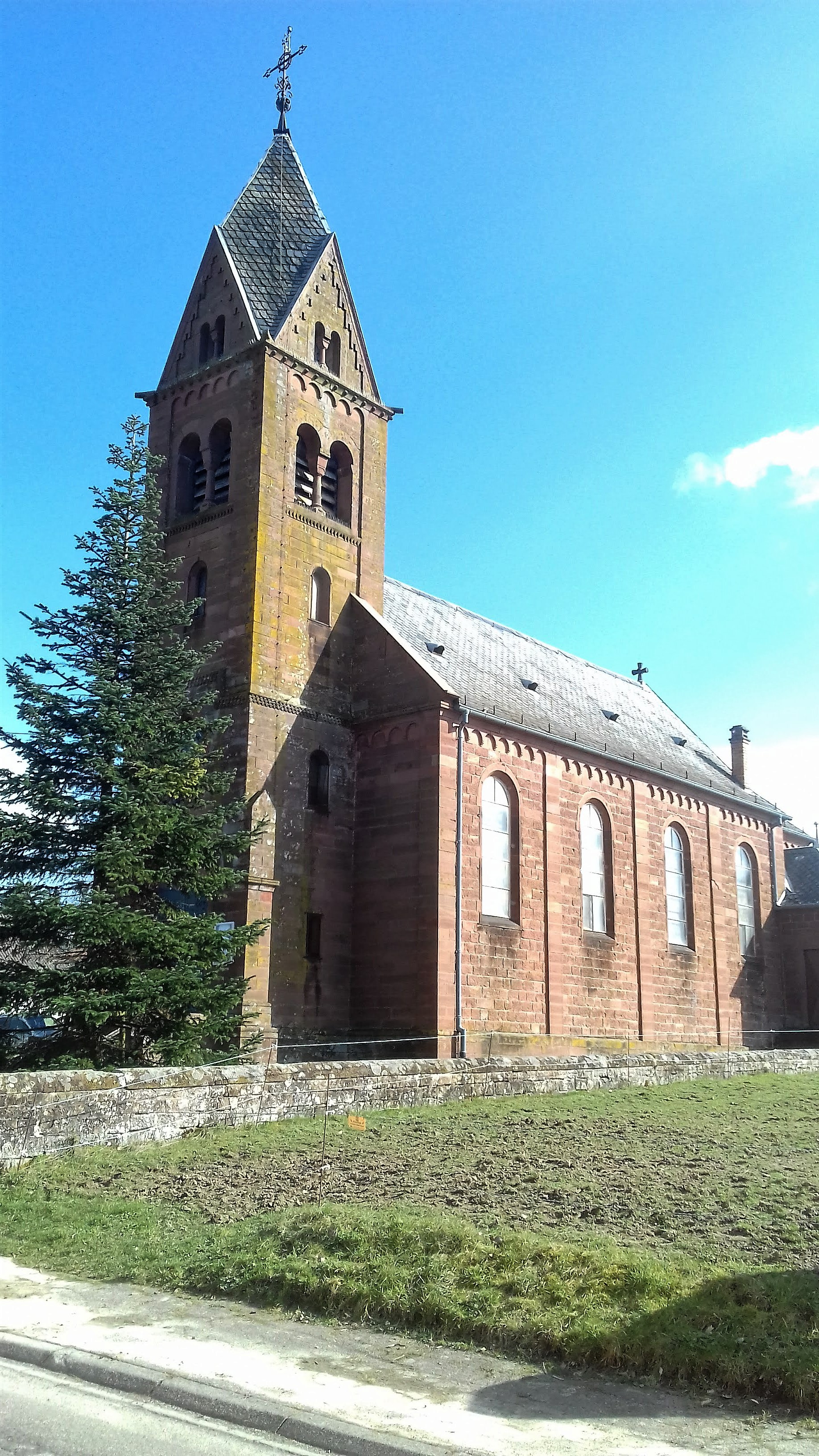
Heilig Hartkerk Van Nehwiller / Nehweiler bei Wörth

## Stedenband
- Kandel (Duitsland), sinds 1961

Biblisheim · Bitschhoffen · Dambach · Dieffenbach-lès-Wœrth · Durrenbach · Engwiller · Eschbach · Forstheim · Frœschwiller · Gumbrechtshoffen · Gundershoffen · Gunstett · Gœrsdorf · Hegeney · Kindwiller · Kutzenhausen · Lampertsloch · Langensoultzbach · Laubach · Lembach · Lobsann  · Merkwiller-Pechelbronn · Mertzwiller · Mietesheim · Morsbronn-les-Bains · Niederbronn-les-Bains · Niedermodern · Niedersteinbach · Oberbronn · Oberdorf-Spachbach · Obersteinbach · Offwiller · Preuschdorf · Reichshoffen · Rothbach · Uhrwiller · Uttenhoffen · Val-de-Moder · Walbourg · Windstein · Wingen · Wœrth · Zinswiller